# Dadu He
| Tibetische Bezeichnung                               |
| ---------------------------------------------------- |
| Wylie-Transliteration: rgyal rong rgyal mo rngul chu |
| Chinesische Bezeichnung                              |
| Vereinfacht: 大渡河                                  |
| Pinyin:Dàdù Hé                                       |

Der Dadu He oder Dadu-Fluss (chinesisch 大渡河, Pinyin Dàdù Hé, W.-G. Tatu Ho) ist ein Nebenfluss des Min Jiang, des wasserreichsten Nebenflusses des Jangtsekiang.
Seine Länge beträgt 1155 km, sein Einzugsgebiet umfasst 92.000 Quadratkilometer.
Er ist auch unter der engl. Bezeichnung Tatu River bekannt. Er fließt durch den Westen Sichuans. Eine berühmte Station ist dort die Luding-Brücke. Die Mündung des Dadu in den Min markiert der Buddha von Leshan.
Bei der als Folge des Erdbebens im Süden von Kangding (1. Juni 1786) verursachten Katastrophe brach am 10. Juni 1786 ein durch einen Erdrutsch entstandener Damm, der den Fluss gestaut hatte. Etwa 50 Millionen Kubikmeter Wasser bahnten sich den Weg durch die Landschaft
und verwüsteten über eine Länge von 1.400 Kilometern das Land. Etwa 100.000 Menschen starben.
Das Wasserkraftwerk Dagangshan (大岗山水电站) wird nach seiner Fertigstellung 2014 eine Gesamtkapazität von rund 2600 Megawatt haben.